# Hokuriku Shinkansen

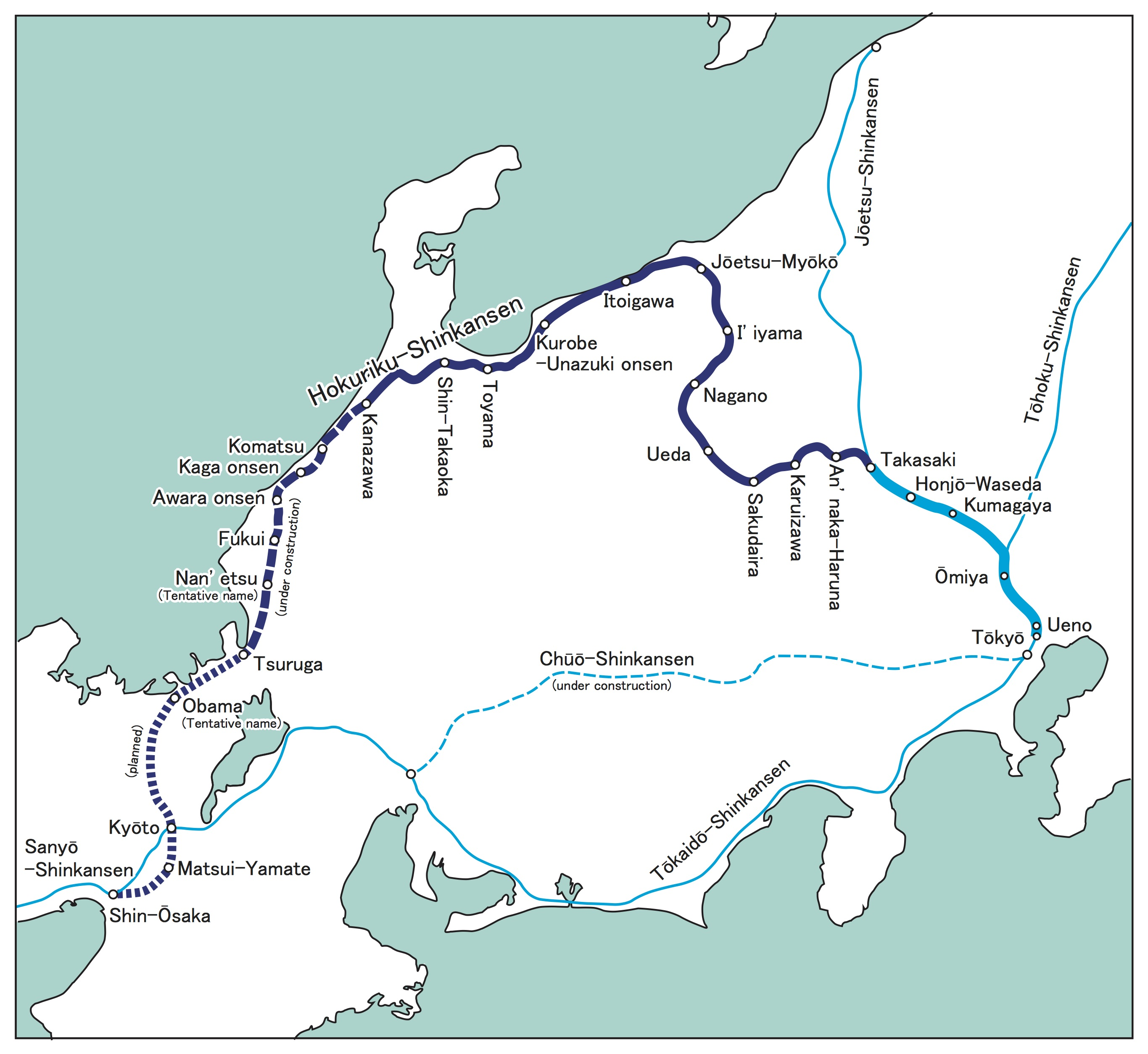
Hokuriku Shinkansen

O Hokuriku Shinkansen (北陸新幹線) é uma linha Shinkansen que abriu em 1997 entre Takasaki e Nagano sendo chamada de Nagano Shinkansen (長野新幹線) pela East Japan Railway Company (JR East) na publicidade e nos horários. Foi construída para ligar Tóquio e Nagano durante os Jogos Olímpicos de Inverno de 1998 A linha atual estende-se ao longo de 117.4 km.
Os trens-bala receberam o nome de Asama, devido a um vulcão ativo que está ao lado da linha, liga a Região Metropolitana de Tóquio e a Prefeitura de Nagano no tempo exato de 79 minutos a uma velocidade máxima de 260 km/h. Esta linha é operada pelos trens da Série E2 fabricados pela empresa JR East. Existem 2 rotas simultâneas (uma de ida e outra de volta),tendo padrões de paradas variados e uma enormidade de serviços oferecidos. Os trens também operam as linhas de Jōetsu e Tōhoku de Tóquio até Takasaki.
A rota Hokuriku Shinkansen substituiu a linha Expresso de Shin-etsu, também chamados de Asama, que operavam esta rota em um tempo de 2h50 da Estação Ueno,em Tóquio até Nagano. Em consequência da abertura do Shinkansen,uma parte da rota tradicional foi destruída entre as cidades Yokokawa e Karuizawa. Esta parte dos trilhos era potenciosamente perigosa,pois alguns trechos eram extremamente ingrimes.
Foi construída uma ilha-plataforma na estação de Ueno,enTóquio para operar especificamente a nova rota. Isto aumentou o número de plataformas Shinkansen da JR East para 2 (servindo 4 linhas).
A partir de Dezembro de 2005,o fumo foi proibido em todas as rotas e trens operacionais desta linha e também nos trens Asama.

## Futuro
Os planos futuros para a linha Hokuriku Shinkansen incluem eventualmente extensões para as cidades Osaka via Toyama e Kanazawa. Partes da seção de linha de 162.1 km que liga Nagano aTorayama começaram em 1993, e desde 2005 que estão em construção até Kanazawa, incluindo os 22.2 km do túnel Iiyama que em 2005 estava 40% completo. Espera-se que esteja concluído até 2012 até Toyama, com o serviço a chegar até Kanazawa previsto para 2014. A construção do Fukui está prevista para iniciar em 2008, com o último trecho até Osaka ainda não finalizado.
Para além da estação de Joetsu, a linha passa a pertencer à JR West em vez da JR East.

## Estações

### Operacionais
- Takasaki (高崎)
- Annaka-Haruna (安中榛名)
- Karuizawa (軽井沢)
- Sakudaira (佐久平)
- Ueda (上田)
- Nagano (長野)
- Iiyama (飯山)
- Joetsu [tentative] (上越)
- Itoigawa (糸魚川)
- Shin-Kurobe (新黒部)
- Toyama (富山)
- Shin-Takaoka (新高岡)
- Kanazawa (金沢)

### Planejadas
- Komatsu (小松)
- Kaga-Onsen (加賀温泉)
- Awara-Onsen (芦原温泉)
- Fukui (福井)
- Nanetsu (南越)
- Tsuruga (敦賀)
- Kioto (京都)
- Shin-Osaka (新大阪)